# Префектура Фукуока
Фукуока (Јапански:福岡県; Fukuoka-ken) је префектура у Јапану која се налази на острву Кјушу. Главни град је Фукуока.